# Félelem
A félelem lehangoló érzés, melyet egy általunk észlelt fenyegetés kelthet bennünk. Alapvető mechanizmus, válasz egy bizonyos ingerre, például a fájdalomra vagy a veszélyre. Egyes pszichológusok, mint például John B. Watson, Robert Plutchik és Paul Ekman úgy vélik, hogy a félelem alap- vagy öröklött érzelmek közé tartozik. Ez a csoport magában foglalja az olyan érzelmeket, mint az öröm, a szomorúság és a harag. A félelmet meg kell különböztetni a hozzá kapcsolódó érzelmi szorongás állapotától, amely általában bármilyen külső fenyegetés nélkül lép fel. Továbbá a félelem kapcsolatban van a menekülési és az elkerülési viselkedéssel, míg a szorongás a veszélyek eredménye, melyeket kontrollálhatatlannak és elkerülhetetlennek érzékelünk. Érdemes megjegyezni, hogy a félelem szinte mindig jövőbeli eseményekhez kapcsolódik, mint például egy folyamatosan romló helyzet vagy egy szituáció folytatása, ami elfogadhatatlan. A félelem lehet azonnali reakció is arra, hogy valami jelenleg történik.

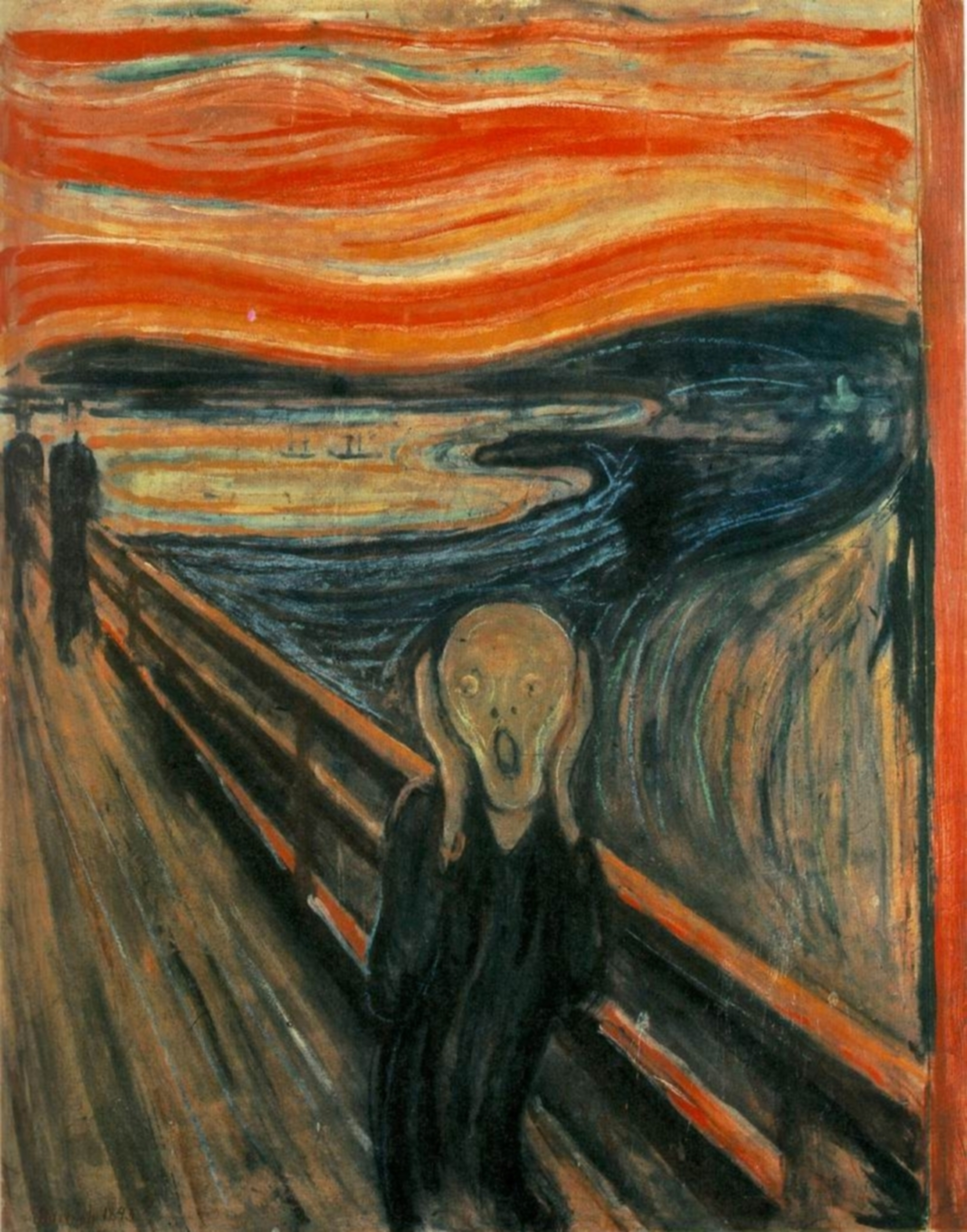
Edvard Munch: A sikoly (1893)

## Működése
- Amikor egy lehetséges fenyegető helyzet áll elő, a talamusz jelzéseket küld az amigdala felé két különböző úton. Az egyik út gyors és közvetlen, a másik lassú, a helyzet elemzését is magába foglalja, illetve a lehetséges válaszlépést.
- A „gyors reakció” azonnal választ vált ki – még akkor is, ha tényleges veszély nem áll fenn – ez a biztonságot és életmentést szolgáló válaszreakció lehet adott esetben (ha a tényleges veszély fennáll – például a kéz elrántása egy tűzforró tárgytól). Ez közvetlenül az amigdalára hat, ami a hipotalamusz felé „küzdeni vagy menekülni” jelzést küld.
- Elemzés: a „lassú útvonalon” a helyzet észszerű elemzése történik (amihez idő kell és az alany tapasztalatainak függvénye). A talamusz jelzést küld az érzékelő kéreg (sensory cortex) felé, ami egy előzetes értelmezést végez, és a jelzést tovább küldi a hippokampuszhoz, további elemzésre.
- „Küzdeni vagy menekülni”: a hipotalamusz aktiválja a szimpatikus idegrendszert és a mellékvesekérget, ami beindítja a „küzdeni vagy menekülni” reakciót. A keletkező hormonok felkészítik a szervezetet a válaszlépésre.
- Döntés: amikor a helyzet elemzése lezajlott a „lassú útvonalon”, a hipotalamusz jelzést küld az amigdala felé, aminek értelme vagy „menekülni” (ha a veszély fennáll), vagy „téves riasztás, meg lehet nyugodni” lesz. A szervezetnek némi időbe telik, mire meg tud nyugodni.[2]

## A félelem anatómiája
A szervezetben a szokásos működéstől eltérő változások lépnek életbe.
- A légzésszám növekszik, ezzel az izmok a működésükhöz több oxigént kapnak.
- A szem pupillái kitágulnak, a szembe több fény jut.
- „Libabőrösség”: annak következtében alakul ki, hogy a bőr alatti izmok aktivitása miatt a bőrön lévő szőrszálak kiemelkednek. (Ennek valószínűleg az lehet az oka, hogy amikor az előemberek testét még nagyobb mértékben borította szőr, a reakció következtében a test nagyobbnak tűnt a támadó szemében és lemondott a támadásról – az állatvilágban sok hasonló reakció megfigyelhető, amikor a potenciális áldozat nagyobbnak mutatja magát).
- Szívritmus: növekszik, ami által gyorsabban áramlik a vér az izmokba és az agy felé.
- Máj: elkezd glikogént glükózzá alakítani, ami a szervezetet plusz energiával látja el.
- „Pillangók repdesése”: a gyomor tájékán érezhető. Annak következménye, hogy a véráramlás korlátozott a pillanatnyilag nélkülözhető szervek felé, ilyen például az emésztés.
- Hideg érzés: az erek kissé összehúzódnak, hogy több vér jusson az izmokba, ennek másik hatása, hogy sérülés esetén kisebb lesz a vérveszteség.
- Remegő izmok: az izmokba több vér jut (ami akár a védekezéshez, akár a meneküléshez szükséges), ez a végtagokban rángatózásként, remegésként nyilvánul meg.
- Visítás, sikoltás: veleszületett reflex. Felkelti a környezetben lévők figyelmét a veszélyforrásra. A hang közvetlenül az amigdalára hat, így azonnali válaszreakciót vált ki másokban.[2]

## Meghatározás és jellemzői
Charles Darwin Az érzelmek kifejezéséről embernél és állatoknál c. könyvében egy élénk meghatározást ad a félelemre:
„A félelmet gyakran csodálkozás előzi meg, és hasonló is hozzá, hiszen mindkettő a látás és a hallás azonnali aktivizálásához vezet. Mindkét esetben a szem és a száj is szélesre nyitott, a szemöldökök pedig megemelkednek. A rémült ember először szoborként áll, mozdulatlanul és lélegzetvisszafojtva, vagy ösztönösen leguggol, mintha a menekülési lehetőséget mérné fel. A szív gyorsan és erőteljesen ver, úgy, hogy nekiütődik a bordáknak… Azt, hogy a bőr sokkal inkább az erős félelem hatása alatt áll, azon a csodálatos módon látjuk, hogy a veríték azonnal kiválik belőle… A szőrszálak a bőrön egyenesen állnak, és a felületi izmok reszketnek. A szív zavart mozgásával együtt a levegővétel felgyorsul. A nyálmirigyek hiányosan működnek, a száj kiszárad, és gyakran tátott és elnémult.”
A félelem leggyakoribb jellemzői a következők:
- gyors szívverés
- emelkedett vérnyomás
- megfeszült izmok
- kiélezett vagy átirányított érzékek
- a pupilla kitágulása (hogy több fényt engedjen be)
- fokozott izzadás

A félelem arckifejezése alatt értjük a szemek tágra nyitását (látni akarjuk, mi fog történni), a pupillák kitágítását (hogy több fény érkezzen be), a felső ajak megemelkedését, a szemöldökök együtt történő húzódását és az ajkak horizontális irányú feszülését. A félelem élettani hatásai érthetőbbek lehetnek a szimpatikus idegrendszer válaszai által (harcolj-vagy-menekülj), összehasonlítva a paraszimpatikus válasszal, ami egy sokkal nyugodtabb állapot. A fizikai mozgáshoz használt izmok megfeszítettek és oxigénnel telítettek, a harcolj-vagy-menekülj fizikai válaszra felkészülve. A vér a zsigerekből kipréselődve a test többi részébe szállítódik oxigénnel, tápanyagokkal és hővel, ezért következik be a verítékezés a test hűtésére. Ha az inger sokkoló vagy váratlan, egy általános reakció jön létre, ami megvédi a sérülékeny részeket, elsősorban az arcot és a fejet. Amikor váratlanul egy féleleminger lép fel, a félelem áldozata valószínűleg képes ugrani vagy gyorsan	elindulni. Szívverése felgyorsulhat.

## Fajtái
A félelmet két nagy csoportba lehet sorolni: külső és belső félelem.
- A külső félelmet rajtunk kívülálló dolog okozza, aminél erős a motivációnk, hogy elkerüljük, például: pókoktól való félelem.
- A belső félelem egy rajtunk kívülálló dolog, amihez negatív érzelmet társítunk, például: alacsony önbecsülés okozta félelem.

A félelmet le lehet írni különböző időszakokkal attól függően, hogy mekkora fokú félelmet tapasztalunk. Enyhe figyelmeztetéstől kezdve egészen szélsőséges fóbia vagy paranoia is lehet. A félelem kapcsolatban áll számos további kognitív és érzelmi állapottal, beleértve az aggódást, szorongást, rémületet, a horrort, a pánikot és a rettegést. A félelem megtapasztalása után még sokáig fennmaradhat a tudatalattiban, ahol rémálmok formájában előtörhetnek, vagy egy még erősebb formában, az éjszakai rettegésben. A félelem tapasztalható lehet egy nagyobb csoportban vagy szociális hálózatban, és tömeghisztériává is válhat. Egyes kórtanok, amik kapcsolatosak a félelemmel (amelyeket ismétlődő és irracionális félelmek határoznak meg) magukban foglalhatnak különböző típusú szorongási zavarokat, amik nagyon gyakoriak, és több súlyos betegséget is, mint a bipoláris zavar szélsőséges fázisát és a szkizofrénia bizonyos fajtáit.
A bizalmatlanság megtapasztalását lehet magyarázni gyenge félelem- vagy veszélyérzetként, általában egy ismeretlen vagy egy potenciálisan veszélyes ember irányába. A bizalmatlanság bekövetkezhet, mint egy veszélyérzet valaki vagy valami felé, aki vagy ami megkérdőjelezhető vagy ismeretlen. Például valaki bizalmatlan egy idegennel, aki érzékelhetően különösen vagy nem megszokottan viselkedik. Hasonlóképpen, ha valaki nem bízik meg egy rozsdás, régi hídban, ami egy mély szakadék felett van. A bizalmatlanság lehet egy adaptív, korai figyelmeztető jelzés olyan helyzetekkel kapcsolatban, amik nagyobb félelemhez vagy veszélyhez vezethetnek. A megnyugtatás általában eltünteti a félelmet, mint például, ha többször csinálunk valamit, hogy bizalmat nyerjünk felé.
A rettegés egy akut, jellegzetes formája a félelemnek. Ez egy közvetlen, személyes veszély nyomasztó érzése. Okozhatja akár egy fóbia tárgyának az érzékelése is. A rettegés nyomaszthat valakit addig a pontig, hogy az irracionális döntéseket hozzon, és atipikus viselkedést produkáljon. A paranoia kifejezéssel a félelem pszichózisát írjuk körül. Tapasztalható az üldöztetés hosszú távú érzése és érzékelése. A paranoia egy szélsőséges érzelmi állapot, ismeretekkel vagy pontosabban téveszmékkel kombinálva, miszerint veszélyben van az illető. A félelemnek ez a foka okozhatja egy személy szélsőséges vagy nem megszokott módon történő magatartásváltozását.

## Gyakori félelmek
Felmérések szerint a leggyakoribb félelmek közül néhány: szellemek, gonosz erők létezése, csótányok, pókok, kígyók, magasság, víz, zárt helyek, sötétség, alagutak és hidak, félelem a tűktől, társadalmi visszautasítástól, kudarctól, vizsgáktól és nyilvános beszédtől.
Egy innovatív tesztben, amit arról készítettek, hogy az emberek mitől félnek a legjobban, amit Bill Tancer elemzett, a leggyakoribb online keresésekben szerepel a félelem szó. Ebből következik az a feltételezés, miszerint az emberek hajlamosak információt keresni az interneten azokról a kérdésekről, amik a leginkább érintik őket. Az ő „top 10” félelem listája tartalmazta a repülést, magasságot, bohócokat, intimitást, a halált, az elutasítást, az embereket, a kígyókat, a sikert és a vezetést.
Egy másik gyakori félelem a nyilvános beszédtől való félelem. Egy szobában az emberek lehetnek szakértelemmel bírók, de amikor nyilvános beszédet kell tartani, a félelem gyanú formájában lép fel, miszerint a kimondott szavak jók vagy rosszak, és ezt ő nem tudja megítélni.
Egy másik gyakori félelem lehet a fájdalom miatti, vagy egy másik ember megkárosításától való félelem. A fájdalomtól való félelem egy elfogadható helyzetben meghátrálást vagy megalázkodást eredményezhet.
FOMO, ezzel a négy betűvel jelölik azt a jelenséget, amely egyre több embert érint. Fear of missing out, azaz félelem attól, hogy kimaradunk vagy lemaradunk valamiről. Programról, hírről, eseményekről. Ez az érzés valós szorongással jár, igazi stresszhelyzetet okoz és könnyen fajulhat Internet- telefonfüggőséggé vagy depresszióvá. A lehetőségek tárháza korlátlan, az Internet segítségével pillanatok alatt juthatunk információk sokaságához, de erőforrásaink, képességeink korlátozottak, ezért valamiről mindig lemaradunk, a FOMO érzés így bárkit elérhet, aki folyamatosan azt figyeli, mások mit tesznek, hol járnak, kikkel vannak együtt.
Egy 2005-ös közvélemény-kutatásban (USA) a 13 és 15 év közötti serdülőkorúakat kérdezték meg, hogy mitől félnek a leginkább. A kérdés nyitott végű volt, és a résztvevők azt mondhattak, amit csak akartak. A leggyakrabban megemlített félelem (a kamaszok 8%-a említette) a terrorizmussal kapcsolatos volt. A top 10 félelem sorban: terroristatámadások, pókok, halál, elbukás, háború, magasság, bűnöző vagy csoport általi erőszak, egyedüllét, a jövő és nukleáris háború.

## Okok
Az emberek a tanulás eredményeként sajátos félelmeket fedeznek fel. A pszichológiában ezt félelem-kondicionálásként vizsgálják, John B. Watson 1920-as „kis Albert” kísérlete óta. Ebben a vizsgálatban egy 11 hónapos kisfiúnál idéztek elő a laboratóriumban egy fehér patkánytól való félelmet. A félelem általánossá vált más fehér, szőrös tárgyaknál is. A valóságban egy ijesztő, nyomasztó emlékű baleset során tehetünk szert félelmekre. Például ha egy gyerek beleesik egy aknába vagy üregbe, és küzd, hogy ki tudjon jönni, akkor később az aknáktól vagy a magasságtól (tériszony), zárt terektől (klausztrofóbia) vagy víztől (víziszony, aquaphobia) való félelem lesz megállapítható nála. Vannak olyan kutatások, ahol azt vizsgálják, hogy az agy mely területei állnak kapcsolatban a félelemmel. Kiderült, hogy a félelem megtanulása független attól, hogy mi magunk élünk át egy traumát, vagy mások félelmeit figyeljük.
Bár a félelem egy tanult érzés, a kapacitása az emberi természet része. Számos tanulmány állapította meg, hogy bizonyos félelmek (például állatoktól, magasságtól) gyakoribbak, mint a többi (például virágoktól, felhőktől). Ezeket a félelmeket laboratóriumban is könnyebb előidézni. Ez a jelenség felkészültségként ismert. A korábban élő embereknek, akik gyorsan felmérték a veszélyes helyzeteket, nagyobb esélyük volt a túlélésre és a szaporodásra, a felkészültség egy elmélet szerint egy genetikai hatás, és ez az eredménye a természetes szelekciónak.
A félelem megtapasztalását befolyásolják történelmi és kulturális hatások is. Például a 20. század elején rengeteg amerikai félt a gyermekbénulástól, ami egy olyan betegség, ami elsorvasztja az érintett testrészt, és a beteg hátralevő életében ezt a testrészét nem tudja mozgatni. Továbbá vannak még egységes, kultúrákon átívelő különbségek abban, ahogy az emberek a félelemre reagálnak.

## Neurobiológiai szempont
Kulcsfontosságú összefüggés van a gerincesek, így az emberi agy mediális temporális lebenyében található amigdala és a félelemérzés közt. A kutatók megfigyelték, hogy az amigdala erős aktivitást mutatott, ha a hiperaktív személyeknek fenyegető, félelmetes arcokat vagy helyzeteket ábrázoló képeket mutattak. A súlyos szociális fóbiában szenvedő betegeknél az amigdala fokozottabb válaszát tapasztalták.
Az amigdala félelem által generált válaszát egy másik agyterület, a frontális lebenyben található rostralis cinguláris kéreg ellensúlyozni tudja. A Columbia Egyetemen a kutatók megfigyelték, hogy azon tesztalanyoknál, akik tudatosan érzékelték (érzelmi kontroll alatt) a félelmetes ingereket vagy motiváltak voltak kisebb aktivitást mutatott az amigdala. Az elülső cinguláris kéreg aktiválódása képes visszafogni az amigdala tevékenységét.
Az amigdala szerepének a félelemmel kapcsolatos ingerek feldolgozásában való szerepét megkérdőjelezték azon kutatások, amelyeket sérült személyekkel folytattak, akik még az amigdala hiányában is félelemmel reagáltak a félelmetes arcokra, helyzetekre.
Az amigdala tevékenység elfojtását kórokozók által is el lehet érni. Ez irányú kísérleteket macskákkal és patkányokkal végeztek. Meg kell jegyezni, hogy számos agyi struktúra más és más, mint ahogy azt az amigdala kapcsán is megfigyelték. Szaporodnak a külön-külön agyi válaszok.

## Félelem és halál
Pszichológusok foglalkoztak azzal a feltevéssel, miszerint a haláltól való félelem motiválja az emberek vallási elkötelezettségét, és enyhítheti azt, az örök élet biztosításával. A tapasztalt kutatás ebben a témában nem egyértelmű. Kahoe és Dunn szerint azok az emberek, akik a legbiztosabbak a hitükben, és hetente járnak vallásos szertartásokra, azok félnek a legkevésbé a haláltól. Azok az emberek, akiknek laza vallásos hite van, ők a legaggódóbbak, és azok az emberek, akik nem vallásosak, közepesen félnek a haláltól. Egy különböző keresztény felekezetek emberein mért közvélemény kutatás pozitív összefüggést mutatott a halálfélelem és a vallási doktrínához való dogmatikus ragaszkodás között. Más szóval a keresztény fundamentalizmus és a Biblia más szigorú értelmezései kapcsolatban állnak a nagyobb halálfélelemmel. Továbbá néhány vallási irányzat hatékonyabb a többinél ennek a halálfélelemnek a csillapításában.

## Fordítás
- Ez a szócikk részben vagy egészben  a   Fear című angol Wikipédia-szócikk fordításán alapul.  Az eredeti cikk szerkesztőit annak laptörténete sorolja fel. Ez a jelzés csupán a megfogalmazás eredetét és a szerzői jogokat jelzi, nem szolgál a cikkben szereplő információk forrásmegjelöléseként.